# 콘 오닐
콘 오닐(Con O'Neill, 1966년 8월 15일 ~ )은 잉글랜드의 배우이다. 뮤지컬 《Blood Brothers》로 1988년 로런스 올리비에상을 수상했으며 1993년 토니상과 드라마 데스크상의 뮤지컬 부문 남우주연상 후보에 올랐다.

## 출연 작품

### 영화
- 더 배트맨 (2022) - 메켄지 역

### 텔레비전
- 더 빌 (1989)
- 얼티밋 포스 (2005)
- 미드소머 머더스 (2012)
- 해피 밸리 (2016-23)
- 클래스 (2016)
- 체르노빌 (2019)
- 우리의 깃발은 곧 죽음 (2022-현재)